# Animal Equality
Animal Equality (spanisch Igualdad Animal) ist eine internationale Tierrechtsorganisation, die 2006 in Spanien gegründet wurde und sich für eine Veränderung des Verhältnisses zwischen Menschen und Tieren einsetzt. 2012 folgte Animal Equality Germany e.V. in Deutschland.

## Organisation und Ziel
Die Organisation wurde 2006 unter dem Namen Igualdad Animal (span. für „Animal Equality“) in Madrid gegründet. 2012 ging die bis dahin eigenständige Organisation Equanimal in der Vereinigung auf. Heute ist Animal Equality neben Spanien in sieben weiteren Ländern aktiv: Brasilien, Deutschland, Indien, Italien, Mexiko, Spanien, USA und dem Vereinigten Königreich. Animal Equality Germany e.V. ist ein in Stuttgart gegründeter gemeinnütziger Verein mit Sitz in Berlin, der sich über Mitgliedsbeiträge, Spenden und Benefizveranstaltungen finanziert.
Die Gruppe setzt sich für Tierrechte und die Abschaffung jeglicher Art der Nutzung von Tieren ein. Animal Equality wirbt für eine vegane Ernährung.
2014 und 2015 wurde Animal Equality von der unabhängigen Bewertungsorganisation Animal Charity Evaluators basierend auf der Analyse von Kosteneffizienz, Erfolgsbilanz und finanziellen Ressourcen als eine der drei effizientesten Tierrechtsorganisationen der Welt ausgezeichnet.

## Aktivitäten
Durch verschiedene Aktivitäten, wie Undercover-Recherchen und Kampagnen, öffentlichkeitswirksame Aktionen und Ernährungskampagnen fordert der Verein, den Umgang mit Tieren in der Gesellschaft in Frage zu stellen. In Deutschland haben Freiwillige der Organisation im Jahr 2013 außerdem eine „offene Befreiung“ von sechs Legehennen durchgeführt.

### Recherchen
Einen Schwerpunkt der Vereinsarbeit ist die öffentliche Aufarbeitung von Recherchen in Tieranlagen. Typischerweise wird dafür Bildmaterial aus Anlagen ohne Einverständnis der Betreiber erstellt. Interessenvertretungen der Landwirtschaft sehen bei dieser Art von Recherchen oft Eigentums- oder Persönlichkeitsrechte und insbesondere ihre Privatsphäre in einem justiziablen Maße verletzt.
Animal Equality sieht in diesen Recherchen einen Beitrag zur öffentlichen Debatte und hält eine realistische Darstellung der Zustände in Tieranlagen für eine Grundlage ihrer Argumentation für eine grundsätzliche Abkehr von der Tierproduktion. In Deutschland gibt es bisher keine Verurteilungen zu Aktivitäten im Zusammenhang mit Animal Equality.
Die Recherchen von Animal Equality, die in Deutschland bisher die weiteste Verbreitung über nationale sowie internationale Medien gefunden haben, befassten sich mit den Themen Schweinefleisch (Betrieb von Edeka Südwest Fleisch) (2014), Entenmast (Betrieb von Wiesenhof) (2014), Bioeier (Betrieb von Deutsche Frühstücksei) (2015) und dem Hunde- und Katzenfleischhandel in China (2013), in deren Folge ein Hundeschlachthaus und 33 Verkaufsstellen von Hunden und Katzen schließen mussten, wodurch mehr als 1,5 Millionen Hunde und Katzen der Schlachtung entgehen konnten.

### Demonstrationen

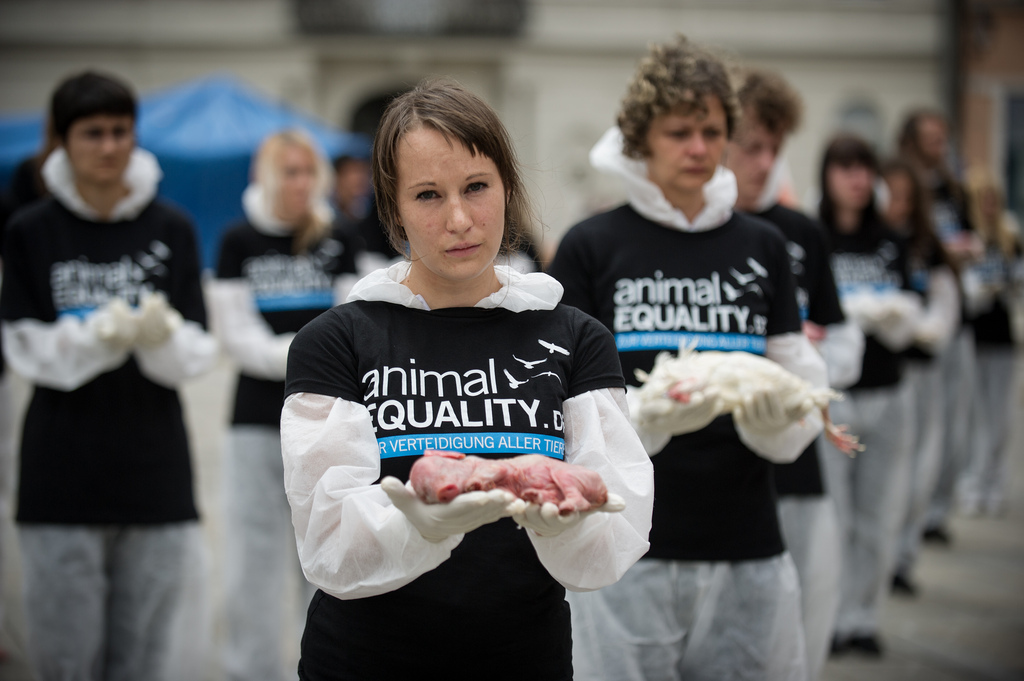
Tierkörperaktion

Weitere Aktionsformen von Animal Equality sind symbolischer Art: So organisiert der Verein oft Demonstrationen, und Informationsveranstaltungen zu Tierrechten und Veganismus, darunter etwa Vorträge und Workshops sowie Petitionen im Rahmen von Kampagnen.
2013 wurden im Rahmen einer „Offenen Befreiung“ Tiere entwendet und anschließend auf „Lebenshöfe“ verbracht. Die Aktivisten gaben hier ihre Identität preis und zeigten ihre Gesichter vor der Kamera. Sie nahmen rechtliche Konsequenzen in Kauf, da sie ihre Aktion im Rahmen des zivilen Ungehorsams als legitim ansehen. Auch hier gibt es bisher keine Verurteilungen.
Animal Equality prägte als neuere Aktionsform im Tierrechtsspektrum sogenannte „Tierkörperaktionen“, bei denen Sympathisanten der Organisation die Körper getöteter Tiere, die in der Tierproduktion umgekommen sind, auf einem öffentlichen Platz vor sich halten und trauern.